# Regionaler Naturpark Doubs-Horloger

Logo des Naturparks

Der Regionale Naturpark Doubs Horloger (frz. Parc naturel régional du Doubs Horloger) ist ein Naturpark in Frankreich. Er liegt im Juragebirge, in der französischen Regionen Bourgogne-Franche-Comté und im Département Doubs. Er wurde am 4. September 2021 gegründet und umfasst eine Fläche von rund 104.000 Hektar sowie einen Siedlungsbereich von 60.000 Einwohnern. Der Naturpark besteht aus insgesamt 95 Gemeinden. Er grenzt im Osten an den Schweizer Naturpark Doubs.
Sein Name bezieht sich auf die Haupttätigkeit dieses geografischen Gebiets. Tatsächlich ist diese Region im Herzen des französisch-schweizerischen Jurabogens die Wiege der französischen Uhrmacherhandwerk (frz. Horlogerie), die 2020 von der UNESCO in die Repräsentative Liste des immateriellen Kulturerbes der Menschheit aufgenommen wurde.

## Parkverwaltung
Die Gründung des Naturparks erfolgte am 4. September 2021. Der Park umfasst aktuell eine Fläche von 103.918 Hektar. 95 Gemeinden (Stand 1. Januar 2022) mit einem Einzugsgebiet von etwa 60.000 Bewohnern bilden den Park. Die Parkverwaltung mit dem „Maison du Parc“ hat ihren Sitz im Ort Les Fontenelles (47° 11′ 48″ N, 6° 44′ 47″ O).

## Größere Orte im Park
- Morteau
- Villers-le-Lac
- Maîche
- Les Fins
- Charquemont
- Le Russey
- Orchamps-Vennes

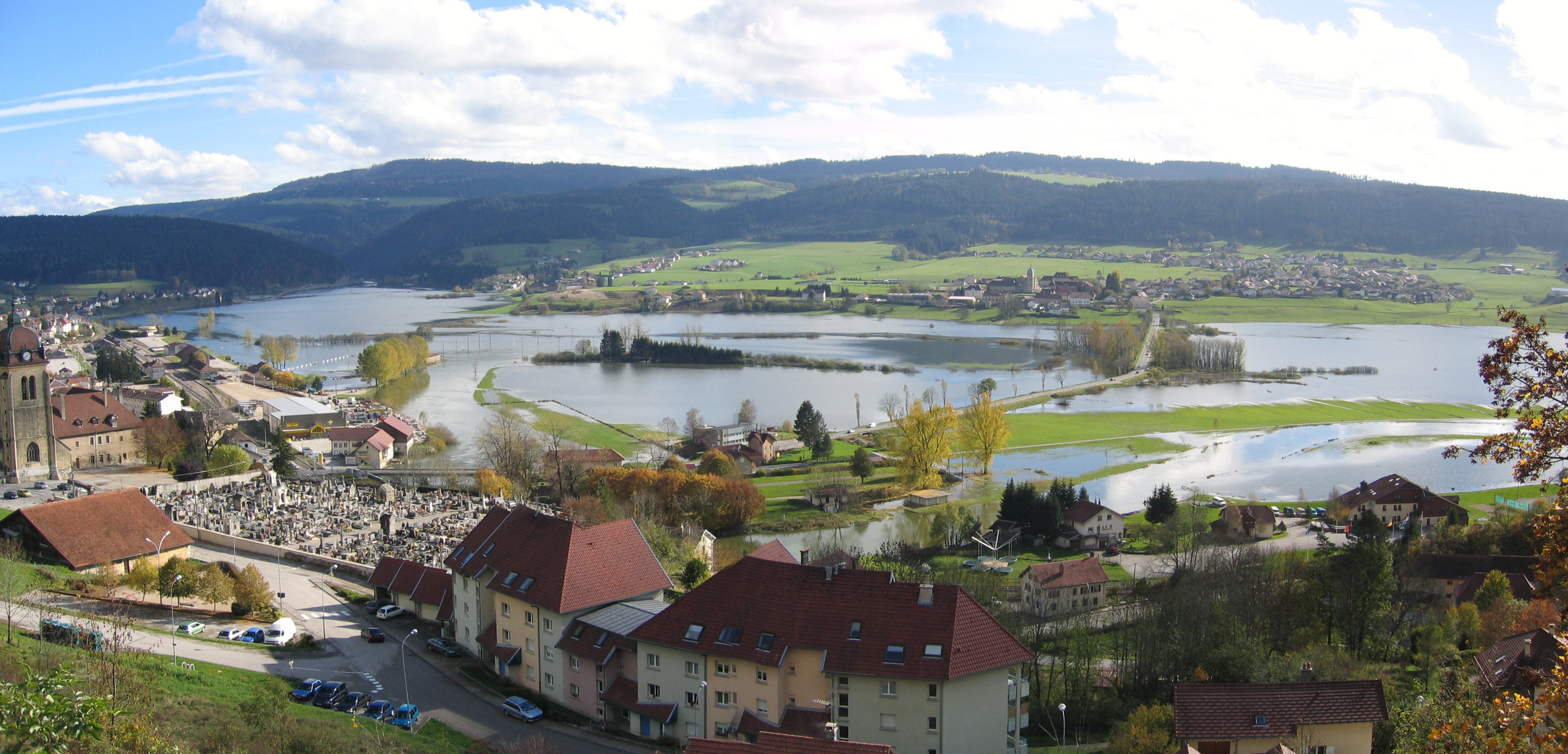
Blick auf Morteau
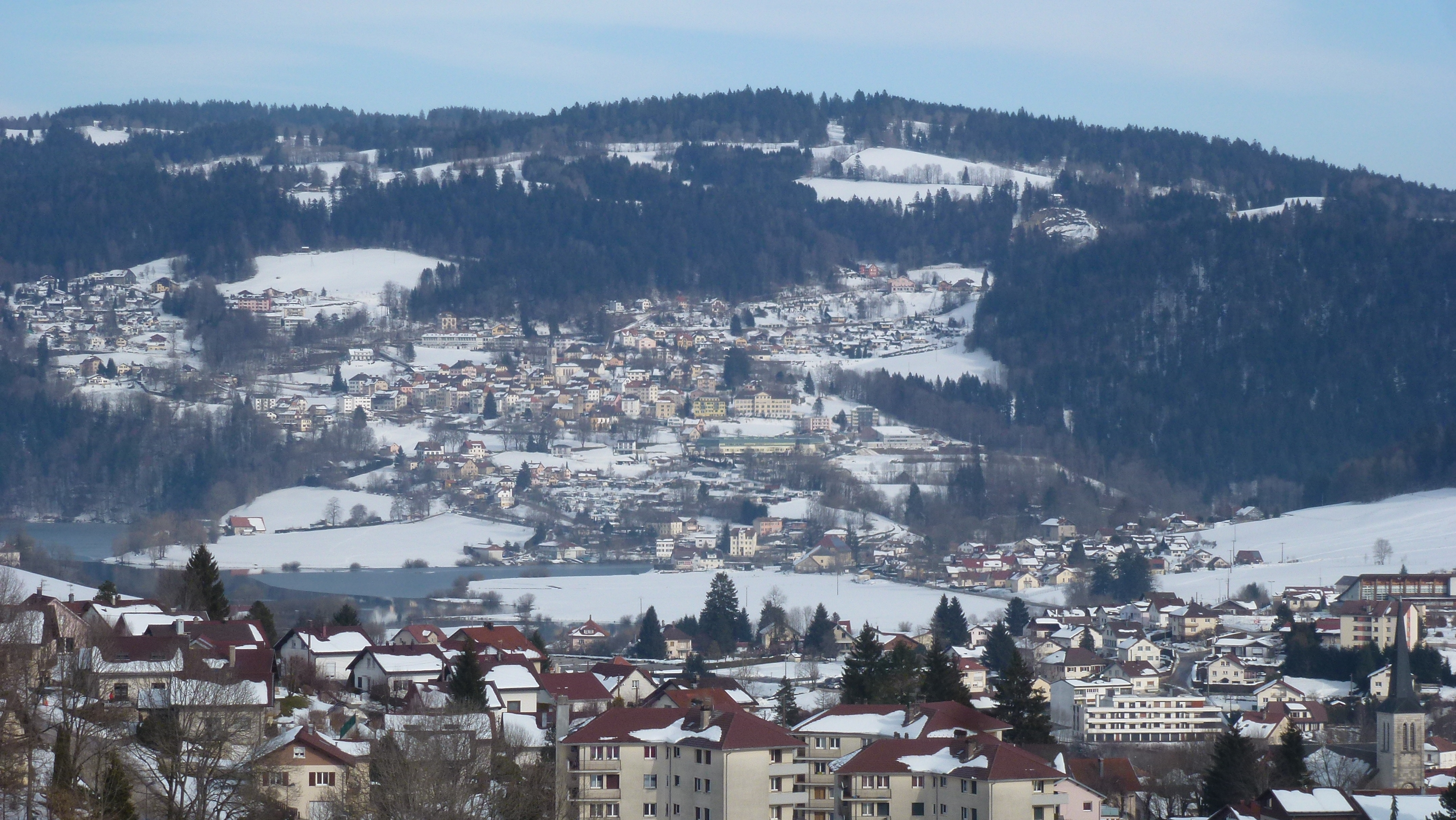
Blick auf Villers-le-Lac
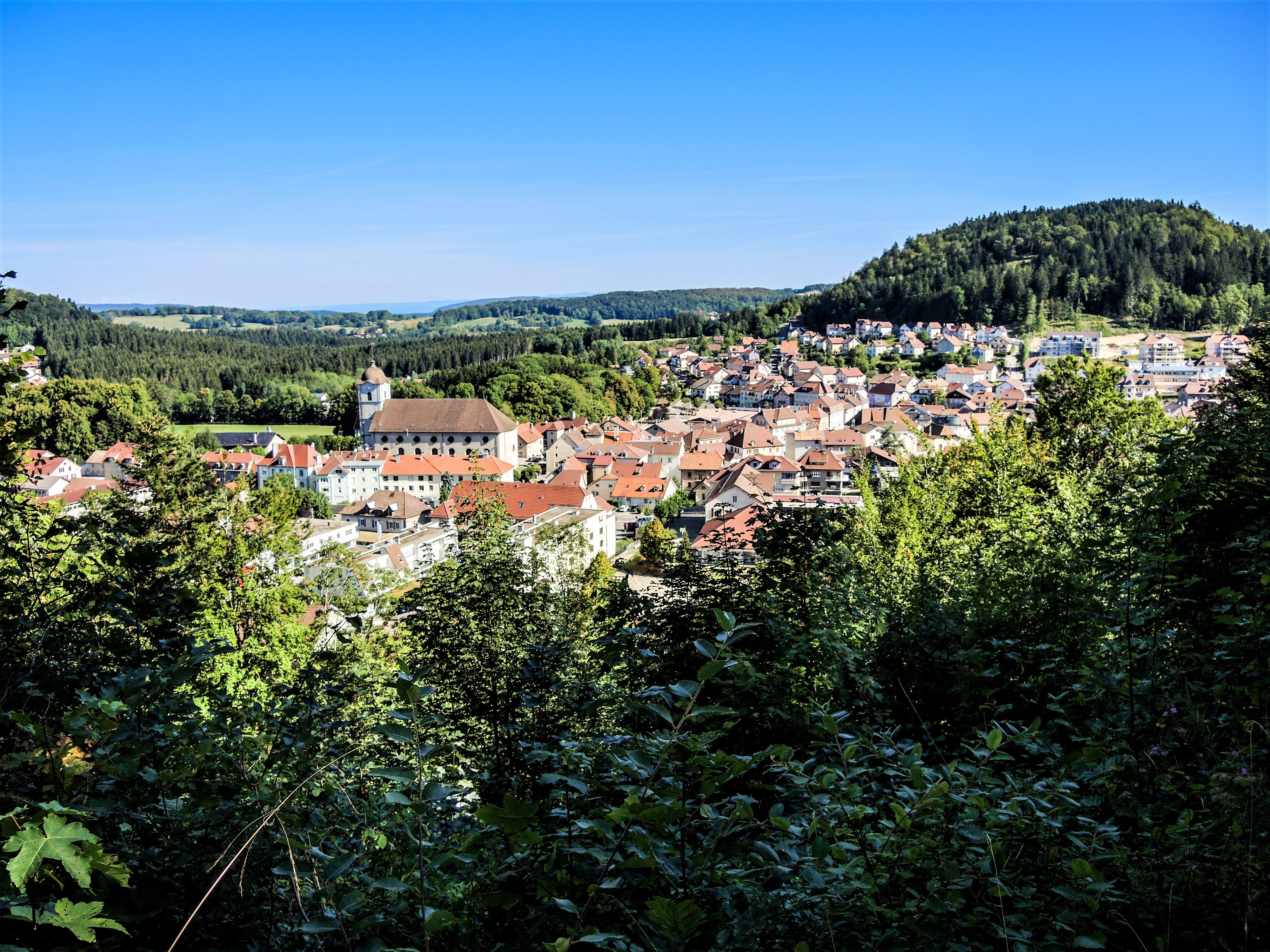
Blick auf Maîche
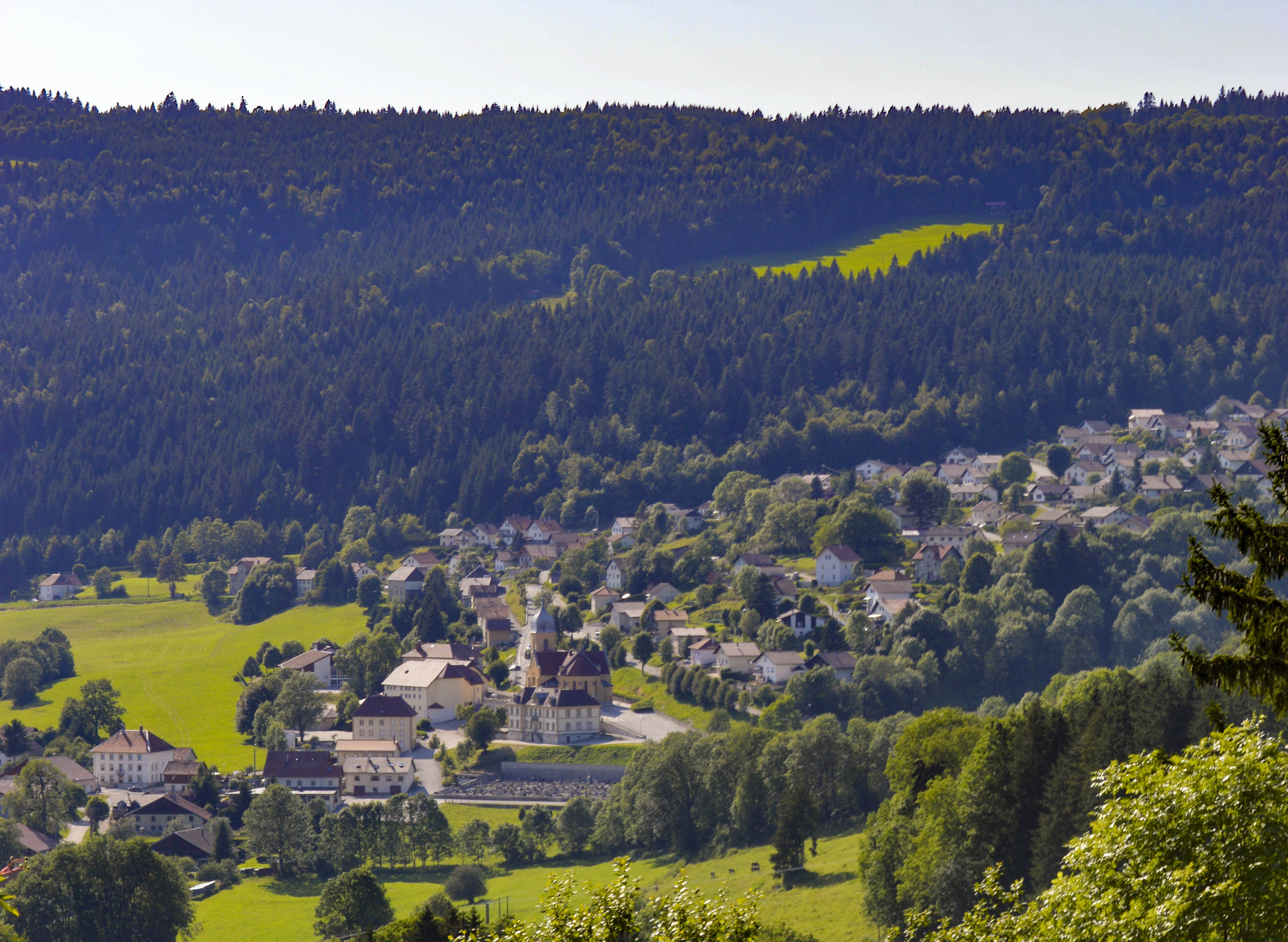
Blick auf Les Fins
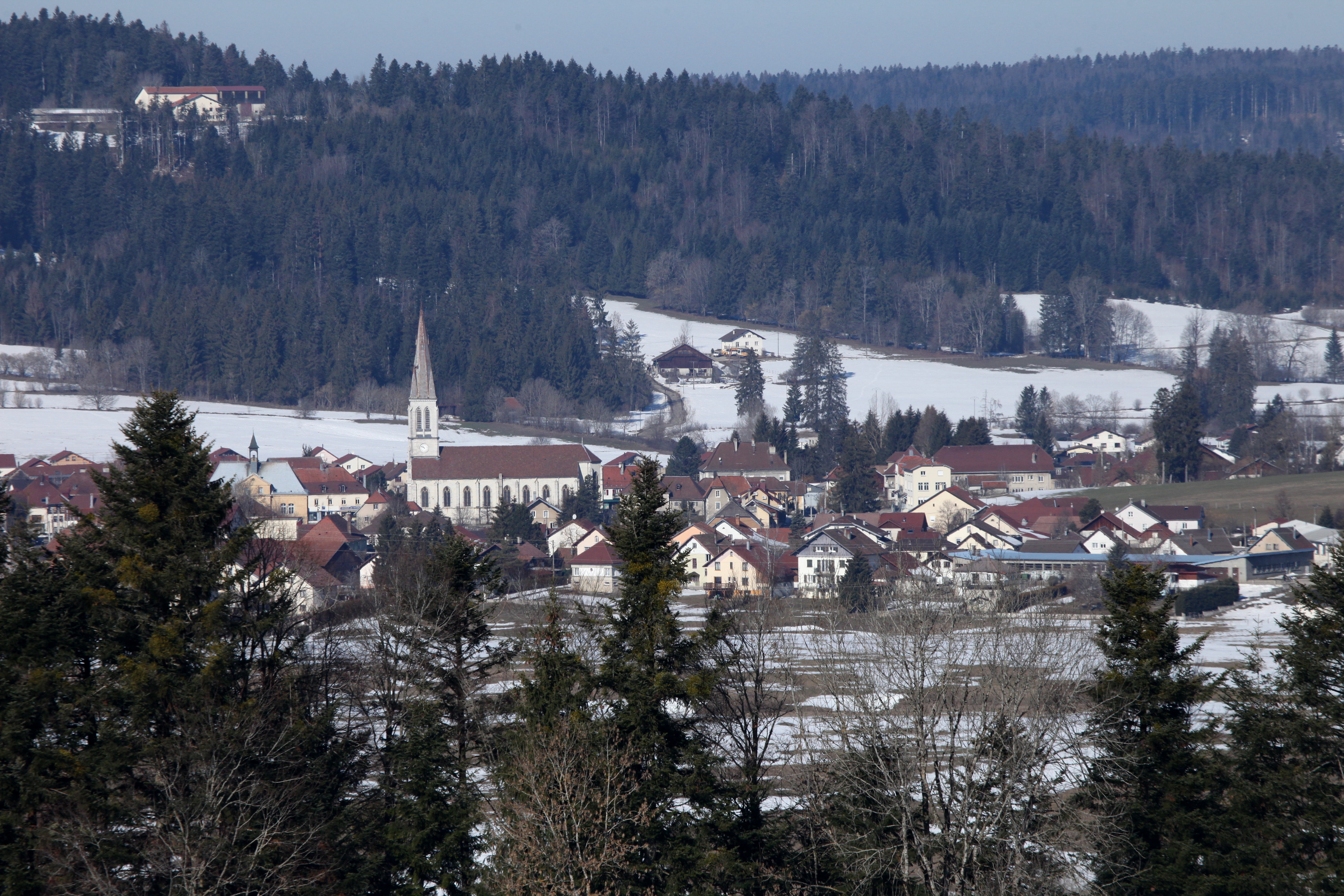
Blick auf Le Russey
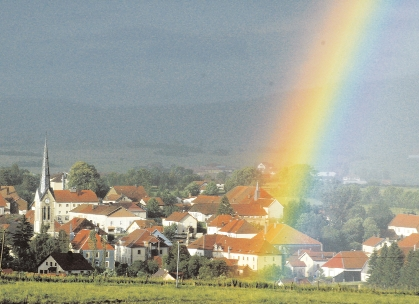
Orchamps-Vennes hinter dem Regenbogen

## Sehenswürdigkeiten

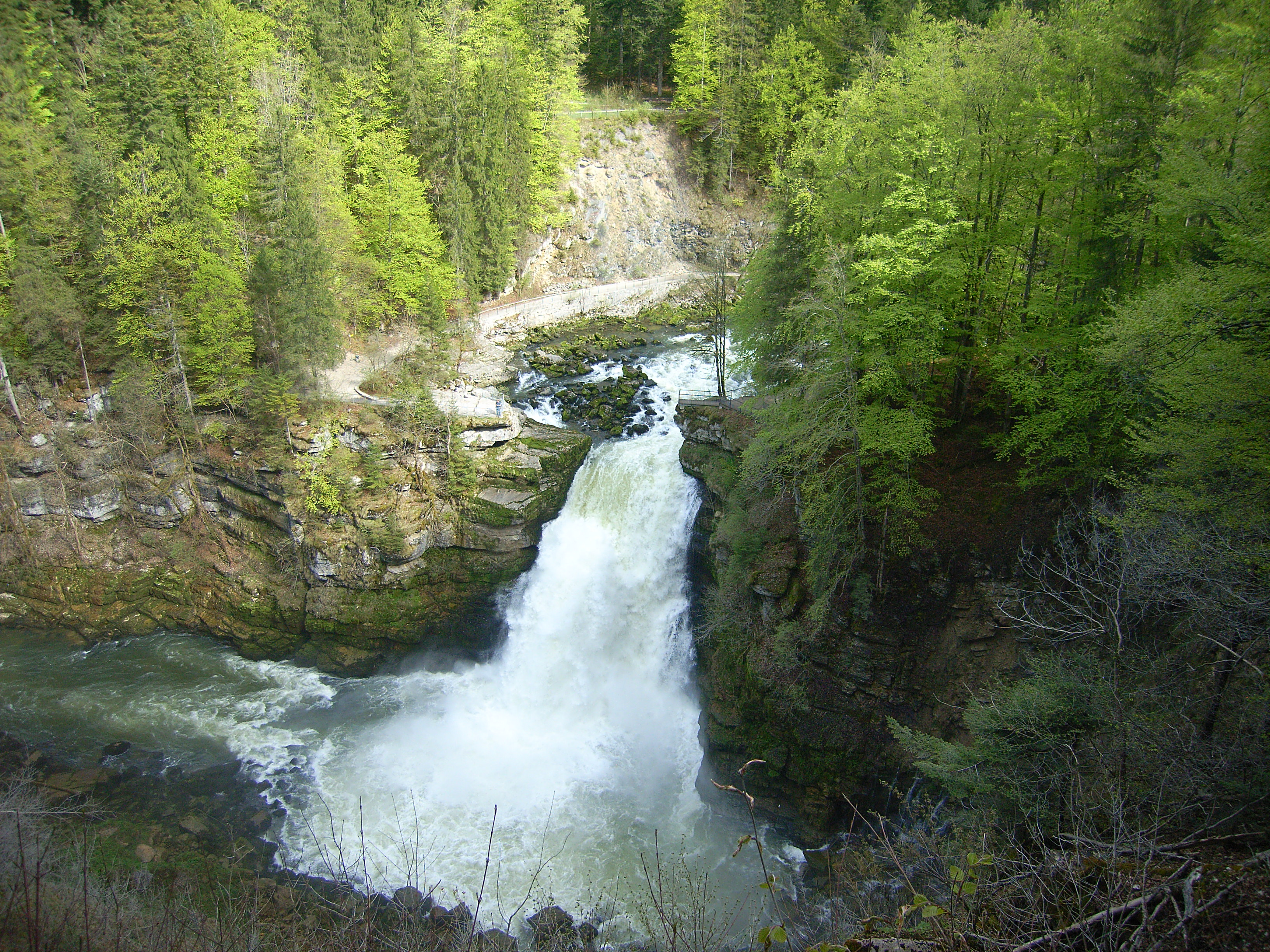
Saut du Doubs
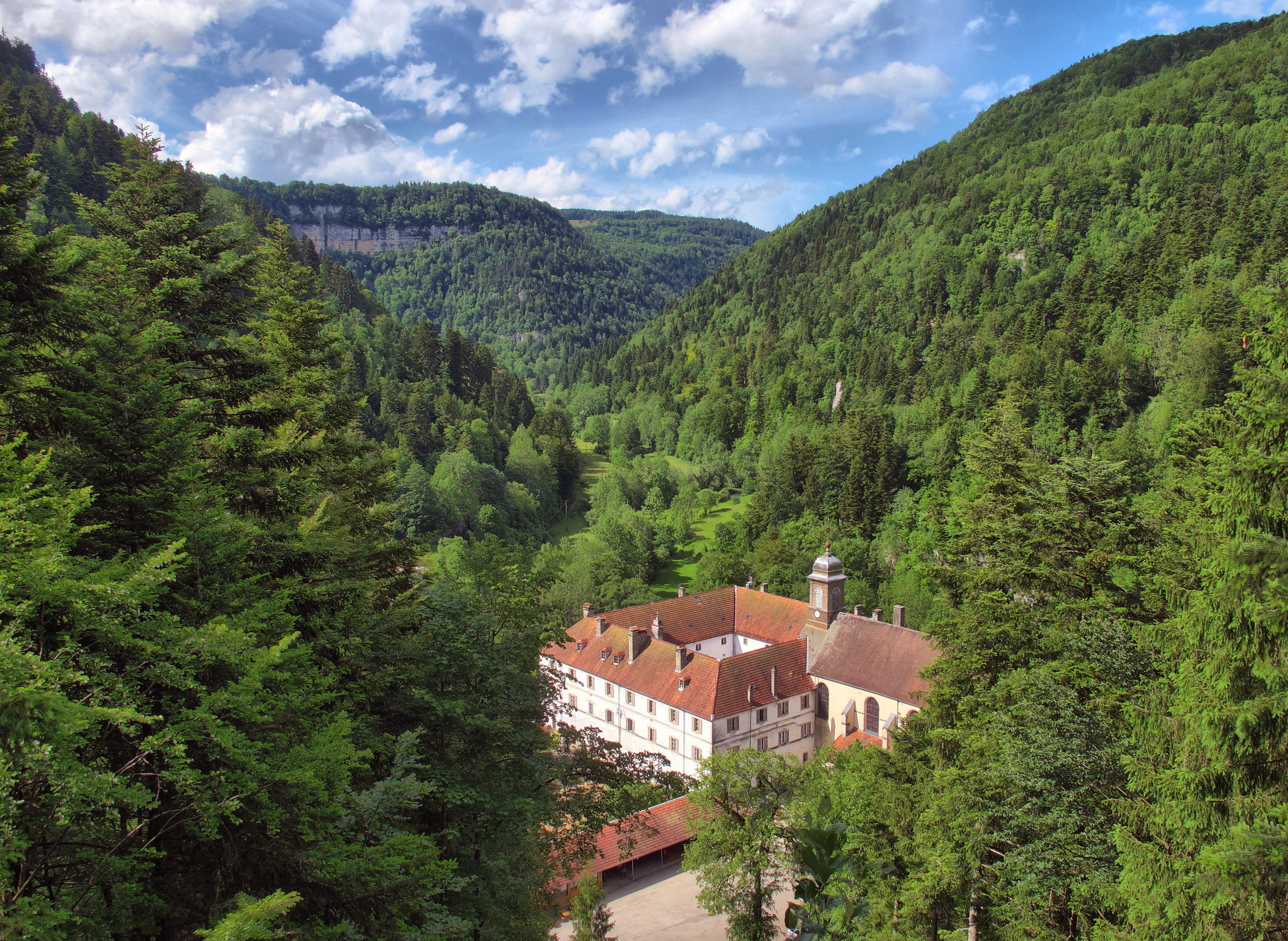
Cirque de Consolation
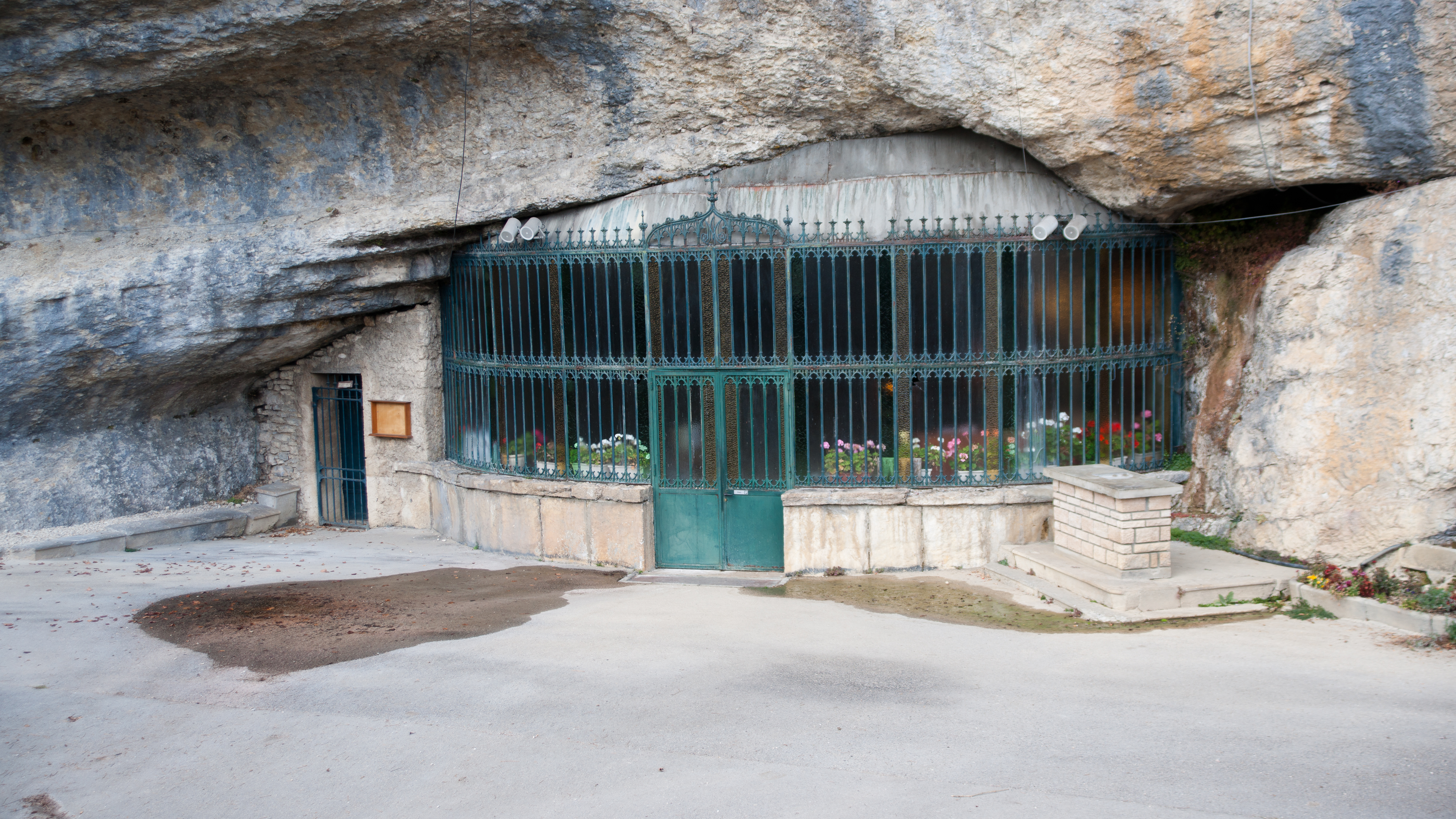
Höhlenkirche von Remonot
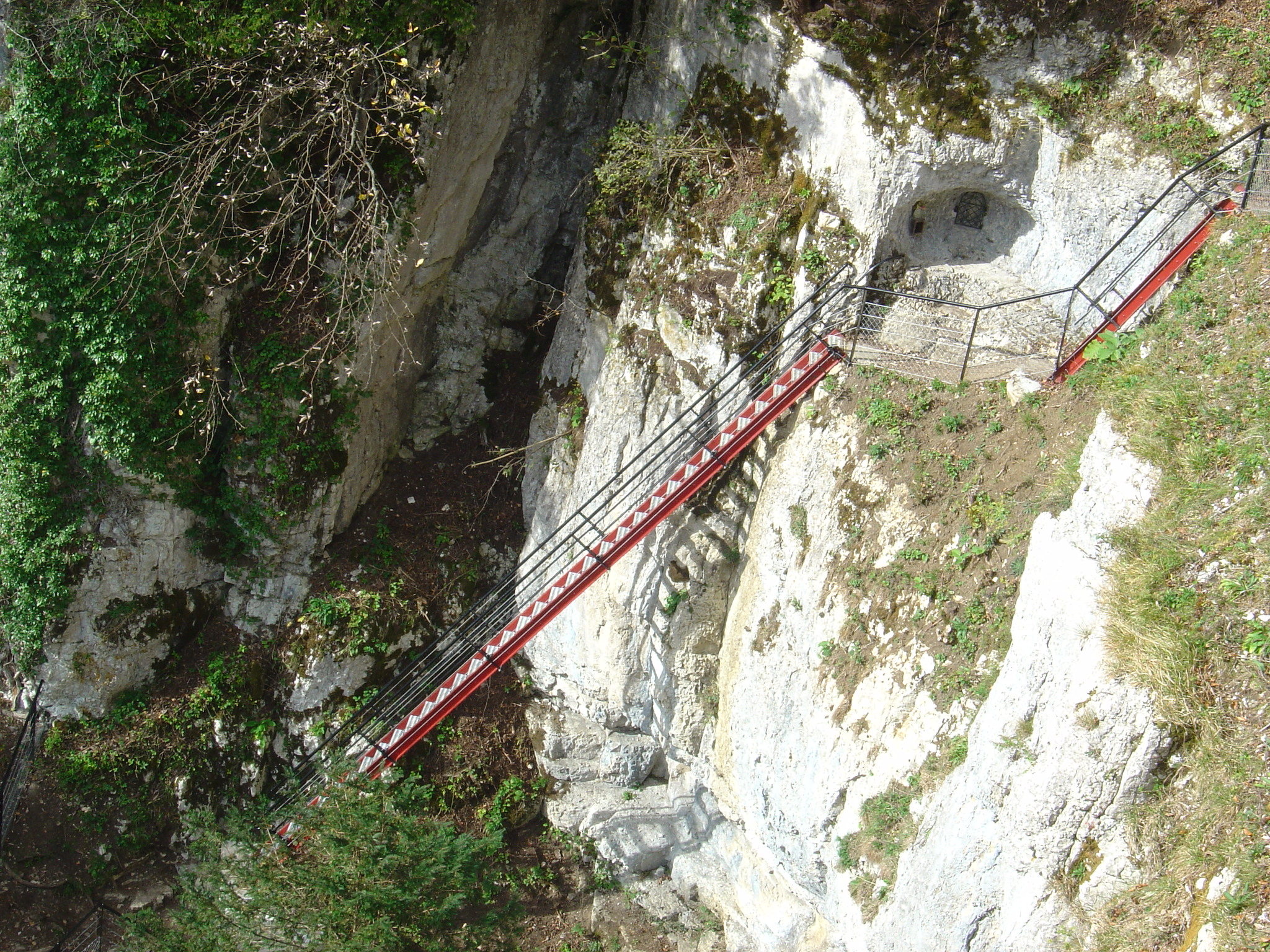
Échelles de la Mort
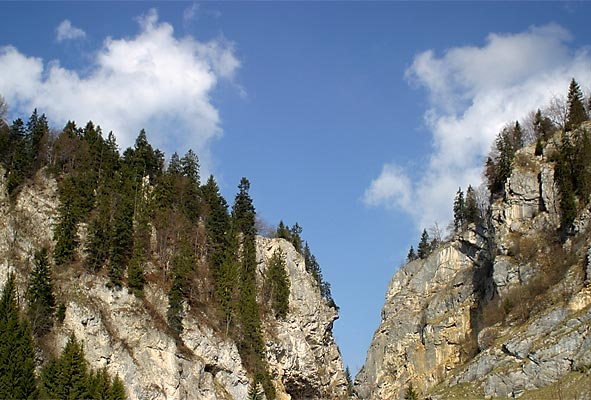
Col des Roches
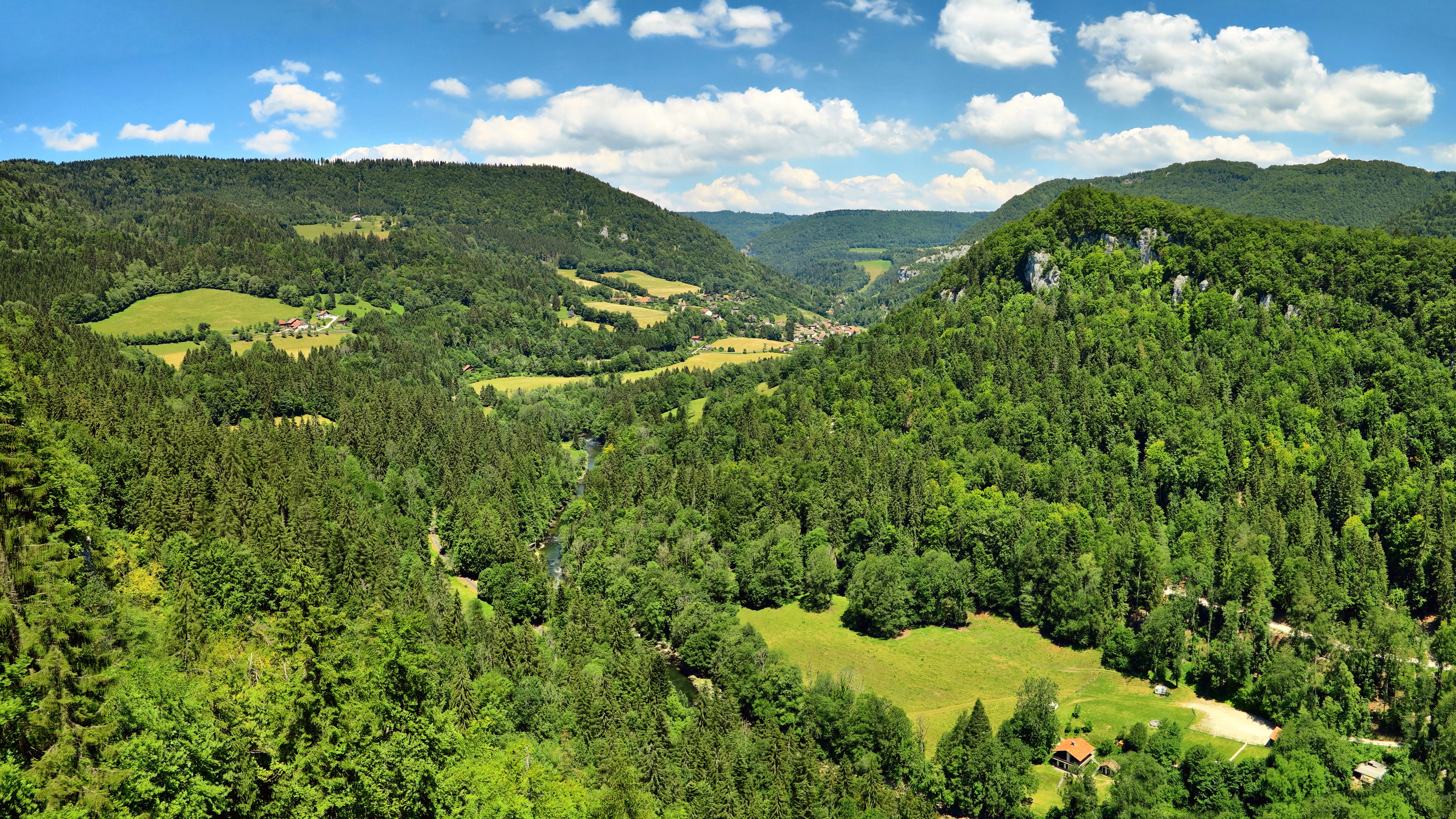
Doubsschlucht

- Saut du Doubs
- Cirque de Consolation
- Höhlenkirche von Remonot
- Échelles de la Mort
- Col des Roches
- Doubsschlucht